# Onze-Lieve-Vrouw-ten-Hemelopnemingkerk (Wijtgaard)
De Onze Lieve Vrouwe ten Hemelopneming of Maria Hemelvaart was een neogotisch kerkgebouw in Wijtgaard.

## Geschiedenis
De rooms-katholieke kerk werd op 21 oktober 1872 geconsecreerd door Mgr. Schaepman. De eenbeukige kerk werd gebouwd nadat de oude schuilkerk uit 1719 in verval was geraakt. Naast de kerk stond vanaf 1928 ook een nieuwe pastorie. In 1966 is het kerkgebouw gesloopt. 
In de jaren 1950 kwam bij een inspectie naar voren dat restauratie van de kerk duurder zou zijn dan sloop. Restauratieplannen kwamen nooit tot uitvoer. Daarom besloot de parochie in 1960 tot de sloop die in 1966 plaatsvond. Na de sloop is een nieuw, modern kerkgebouw neergezet even verderop in het dorp. Het pastoriegebouw bleef staan.